# TGFBI
TGFBI‏ (Transforming growth factor beta induced) هوَ بروتين يُشَفر بواسطة جين TGFBI في الإنسان.